# Kastrí (Gávdos)
Kastrí, en grec moderne : Καστρί, est un village sur l'île de Gávdos, dans le dème du même nom, dans le district régional de La Canée, de la Crète, en Grèce. Selon le recensement de 2011, la population de Kastrí compte 37 habitants. Kastrí est le village principal de l'île et le siège municipal.Il est implanté à une altitude de 190 m.